# آلن اوپنهایمر
آلن اوپنهایمر (انگلیسی: Alan Oppenheimer؛ زادهٔ ۲۳ آوریل ۱۹۳۰) یک هنرپیشه، بازیگر سینما، و صداپیشه اهل ایالات متحده آمریکا است.
از فیلم‌های او می‌توان به هیندنبورگ، ترنسرها ۴ و ترنسرها ۵ اشاره کرد.